# تلتن
تُلتن (به اسپانیایی: Toltén) یک منطقهٔ مسکونی در شیلی است که در منطقه آرائوکانیا واقع شده‌است. تلتن ۸۶۰٫۴ کیلومتر مربع مساحت و ۱۰٬۲۹۱ نفر جمعیت دارد و ۱۰ متر بالاتر از سطح دریا واقع شده‌است.